# Stanisław Michoń
Stanisław Michoń (nar. 23. prosince 1955 v Miłkówě, Dolnoslezské vojvodství, zem. 8. září 2016 tamtéž) byl polský běžec na lyžích a běžkařský trenér.

## Život
Sportovní kariéru začal roku 1968 v klubu Śnieżka Karpacz, v letech 1979-1981 vykonával vojenskou službu a závodil v barvách týmu CWKS Legia Warszawa, v letech 1982 až 2005 znovu reprezentoval Sněžku. Specializoval se na dlouhé běhy. Třikrát zvítěžil v Běhu Piastovců - v letech 1976, 1978 a 1985. Startoval i v mimopolských závodech, jako je rakouský Běh Dolomit, švédský Vasův běh, německý Běhu krále Ludvíka, i v závodech v Kanadě a USA. Jako první Polák získal titul Worldloppet Master za absolvování všech běhů, zařazených do tohoto poháru. Dvakrát získal medaili v mistrovství Polska veteránů ve štafetě 4 x 10 km, stříbrnou roce 1980 za Legii a bronzovou v roce 1988 za Sněžku.

Po skončení kariéry působil jako trenér ve Szkole Mistrzostwa Sportowego pod týmem Sněžky. Trénoval zde např. Dorotu Dziadkowiec-Michoń (* 1969), svou pozdější ženu, nebo Urszulu Letochu (* 1994). Jeho syn Mariusz Dziadkowiec-Michoń je také běžec na lyžích.

Zemřel náhle v nedožitých 61 letech.